# Japanische Meisterschaften im Skispringen 2019
Die 98. japanischen Meisterschaften im Skispringen fanden am 26. und 27. Oktober 2019 in Sapporo auf der Miyanomori- (K 90 / HS 100) und der Ōkurayama-Schanze (K 123 / HS 137) statt. Am ersten Wettkampftag wurden die Wettbewerbe von der Normalschanze abgehalten, welche von Junshirō Kobayashi und Sara Takanashi gewonnen wurden. Tags darauf gewann Topfavorit Ryōyū Kobayashi das Meisterschaftsspringen von der Großschanze. Zwar trugen die Frauen ebenso ein Wettbewerb von der Großschanze aus, doch wurde dieser nicht als Meisterschaftsspringen gewertet, sondern war Teil des nationalen NHK-Pokals. Den Wettbewerb gewann ebenfalls Sara Takanashi vor Yūki Itō und Nozomi Maruyama.

## Ergebnisse

### Frauen
An den japanischen Meisterschaften der Frauen nahmen 26 Athletinnen teil. Sara Takanashi stellte sowohl im ersten als auch im zweiten Durchgang die jeweils größte Weite auf und gewann mit einem großen Vorsprung den Meistertitel.
| Platz | Name            | Zugehörigkeit          | Weite 1 | Weite 2 | Punkte |
| ----- | --------------- | ---------------------- | ------- | ------- | ------ |
| 01.   | Sara Takanashi  | Kuraray Ski Team       | 093,5 m | 098,5 m | 253,0  |
| 02.   | Yūki Itō        | Tsuchiya Home Ski Team | 087,0 m | 086,0 m | 210,0  |
| 03.   | Nozomi Maruyama | Meiji-Universität      | 083,0 m | 087,5 m | 201,5  |
| 04.   | Yuka Kobayashi  | Chintai Ski Club       | 073,0 m | 082,5 m | 169,5  |
| 05.   | Kaori Iwabuchi  | Kitano Construction SC | 074,5 m | 080,5 m | 168,0  |
| 06.   | Haruka Iwasa    | Ōbayashi-gumi Ski Team | 074,5 m | 077,5 m | 158,5  |
| 07.   | Yūka Setō       | Hokkaido HT AC         | 067,5 m | 082,5 m | 157,0  |
| 08.   | Machiko Kubota  | Iiyama High School     | 074,0 m | 075,5 m | 156,0  |
| 09.   | Rio Setō        | Shimokawashougyou HS   | 065,5 m | 081,5 m | 150,0  |
| 10.   | Misaki Shigeno  | Chintai Ski Club       | 073,0 m | 071,5 m | 148,0  |

### Männer

#### Normalschanze
Die japanische Meisterschaft der Männer von der Normalschanze fand am Samstag, dem 26. Oktober 2019, statt. Am Wettbewerb nahmen 50 Athleten teil, die alle in die Wertung kamen. Nachdem Junshirō Kobayashi nach dem ersten Durchgang noch auf dem dritten Platz gelegen war, sprang er mit der Tagesbestweite von 95 Metern noch auf den ersten Platz vor. Der Führende des ersten Durchgangs, Taku Takeuchi, fand sich letztlich auf dem vierten Rang wieder. Der 47-jährige Noriaki Kasai konnte mit Rang 16 nicht an vergangene Leistungen anknüpfen, jedoch war ein schwächeres Abschneiden des Altmeisters von der Normalschanze bereits erwartet worden.
| Platz | Name               | Zugehörigkeit          | Weite 1 | Weite 2 | Punkte |
| ----- | ------------------ | ---------------------- | ------- | ------- | ------ |
| 01.   | Junshirō Kobayashi | Megmilk Snow Brand ST  | 093,0 m | 095,0 m | 245,5  |
| 02.   | Keiichi Satō       | Megmilk Snow Brand ST  | 092,5 m | 093,0 m | 239,0  |
| 03.   | Ryōyū Kobayashi    | Tsuchiya Home Ski Team | 091,5 m | 092,0 m | 235,0  |
| 04.   | Taku Takeuchi      | Team Taku              | 095,0 m | 088,0 m | 233,5  |
| 05.   | Masamitsu Itō      | Tsuchiya Home Ski Team | 094,5 m | 088,5 m | 230,5  |
| 06.   | Yukiya Satō        | Megmilk Snow Brand ST  | 089,5 m | 092,0 m | 229,5  |
| 07.   | Daiki Itō          | Megmilk Snow Brand ST  | 091,0 m | 088,5 m | 224,0  |
| 08.   | Yūken Iwasa        | Tōkyō Bisō Group SC    | 091,5 m | 086,5 m | 222,5  |
| 09.   | Reruhi Shimizu     | Sapporo Ski Club       | 088,0 m | 090,0 m | 221,5  |
| 10.   | Naoki Nakamura     | Sapporo Ski Club       | 088,5 m | 089,0 m | 220,5  |

#### Großschanze
Die japanische Meisterschaft der Männer von der Großschanze fand am Sonntag, dem 27. Oktober 2019, statt. Ryōyū Kobayashi war sowohl im ersten als auch im zweiten Durchgang der beste Athlet und gewann so verdient den Meistertitel.
| Platz | Name               | Zugehörigkeit          | Weite 1 | Weite 2 | Punkte |
| ----- | ------------------ | ---------------------- | ------- | ------- | ------ |
| 01.   | Ryōyū Kobayashi    | Tsuchiya Home Ski Team | 133,0 m | 135,5 m | 273,5  |
| 02.   | Yūken Iwasa        | Tōkyō Bisō Group SC    | 132,0 m | 132,5 m | 265,3  |
| 03.   | Taku Takeuchi      | Team Taku              | 127,5 m | 135,0 m | 260,7  |
| 04.   | Naoki Nakamura     | Sapporo Ski Club       | 126,0 m | 134,5 m | 257,1  |
| 05.   | Junshirō Kobayashi | Megmilk Snow Brand ST  | 124,5 m | 130,0 m | 244,8  |
| 06.   | Daiki Itō          | Megmilk Snow Brand ST  | 128,5 m | 125,5 m | 242,4  |
| 07.   | Noriaki Kasai      | Tsuchiya Home Ski Team | 120,0 m | 130,0 m | 234,2  |
| 08.   | Keiichi Satō       | Megmilk Snow Brand ST  | 127,5 m | 121,0 m | 231,0  |
| 09.   | Yūmu Harada        | Megmilk Snow Brand ST  | 122,0 m | 121,0 m | 219,6  |
| 10.   | Yukiya Satō        | Megmilk Snow Brand ST  | 118,5 m | 118,5 m | 208,3  |